# Episodi di The Stranger
La miniserie televisiva The Stranger è composta da 8 episodi, distribuiti sulla piattaforma online Netflix a partire dal 30 gennaio 2020 in tutti i Paesi in cui il servizio è raggiungibile.
| nº | Titolo originale | Titolo italiano | Prima TV        | Pubblicazione Italia |
| -- | ---------------- | --------------- | --------------- | -------------------- |
| 1  | Episode 1        | Episodio 1      | 30 gennaio 2020 | 30 gennaio 2020      |
| 2  | Episode 2        | Episodio 2      | 30 gennaio 2020 | 30 gennaio 2020      |
| 3  | Episode 3        | Episodio 3      | 30 gennaio 2020 | 30 gennaio 2020      |
| 4  | Episode 4        | Episodio 4      | 30 gennaio 2020 | 30 gennaio 2020      |
| 5  | Episode 5        | Episodio 5      | 30 gennaio 2020 | 30 gennaio 2020      |
| 6  | Episode 6        | Episodio 6      | 30 gennaio 2020 | 30 gennaio 2020      |
| 7  | Episode 7        | Episodio 7      | 30 gennaio 2020 | 30 gennaio 2020      |
| 8  | Episode 8        | Episodio 8      | 30 gennaio 2020 | 30 gennaio 2020      |

## Episodio 1
- Titolo originale: Episode 1
- Diretto da: Daniel O'Hara
- Scritto da: Danny Brocklehurst

### Trama
Il padre di famiglia Adam Price viene avvicinato alla partita di calcio di suo figlio da una donna che gli dice che sua moglie Corinne ha simulato la sua gravidanza più recente e il successivo aborto spontaneo, e suggerisce che Adam faccia il test del DNA dei suoi figli. Di notte, suo figlio Thomas esce a una festa con i suoi amici Mike e Daisy. Dopo che un alpaca decapitato viene trovato al mattino, gli agenti di polizia (Johanna Griffin e il suo compagno Wesley Ross) si recano in una fattoria vicina e parlano con l'allevatrice del suo animale scomparso. Sulla via del ritorno, vedono qualcosa di sospetto nel bosco e indagano, trovando Dante, un compagno di classe di Thomas, disteso a terra privo di sensi e nudo. Dopo alcune indagini, Adam si confronta con sua moglie sulle sue nuove informazioni. Lei gli dice che vuole parlarne più tardi dopodiché sparisce, inviando solo un messaggio al marito nel quale afferma che ha bisogno di un po' di tempo.

## Episodio 2
- Titolo originale: Episode 2
- Diretto da: Daniel O'Hara
- Scritto da: Mick Ford

### Trama
La migliore amica di Johanna, Heidi (Jennifer Saunders) viene avvicinata da una sconosciuta e dalla sua amica (Lily Loveless), che le rivelano che sua figlia Kimberley (Callie Cooke) è coinvolta in un sito di escort chiamato FindYourSugarBaby.com e la ricattano per evitare di divulgare le informazioni che rovinerebbero il futuro professionale di sua figlia. Adam sta gestendo il caso legale di un ex poliziotto di nome Martin Killane che non desidera essere sfrattato da casa sua e scopre che suo padre Ed è nel consiglio di amministrazione della società di sviluppo del territorio. Nel frattempo, Adam non ha ancora notizie di Corinne. Adam apprende dalla madre di Daisy, Vicky (un'insegnante della scuola, come Corinne) che le foto di nudo presumibilmente della sua giovane figlia Ella sono state diffuse nell'intera scuola. Si scopre che Mike ha decapitato l'alpaca mentre era sotto l'effetto di droghe, quindi lui, Thomas e Daisy tramano per sbarazzarsi della testa mozzata dell'animale. Tuttavia, i loro movimenti vengono tracciati dalla polizia attraverso il telefono di Dante. Mike viene arrestato, ma Thomas e Daisy fuggono. Heidi viene affrontata da un uomo (Katz) che afferma di essere un poliziotto che sta indagando sul suo ricatto. Dopo che lei gli ha consegnato le prove che la sconosciuta le ha lasciato, Katz le spara, uccidendola.

## Episodio 3
- Titolo originale: Episode 3
- Diretto da: Daniel O'Hara
- Scritto da: Karla Crome

### Trama
Una donna di nome Michaela viene messa all'angolo dalla sconosciuta, che le dice che un video di porno-vendetta in cui lei compare è stato in realtà pubblicato dal suo attuale fidanzato e non dal suo ex fidanzato. L'allenatore di calcio giovanile del figlio di Adam e il padre di un altro giocatore (che è un poliziotto) arrivano a casa di Adam cercando di parlare con Corinne del denaro rubato dalla squadra di calcio. Non ci sono ancora notizie da Corinne. La polizia interroga Mike riguardo alla testa di alpaca e al raduno la notte in cui Dante è stato ferito. La polizia perquisisce la casa di Dante per cercare indizi e trova foto di Daisy attaccate al muro e sul suo computer video amatoriali di Corinne. Daisy confessa a Thomas di essere stata lei a drogare la marijuana di Mike per vendetta per aver messo online le foto nude della sua sorellina. Con l'aiuto di Killane, Adam continua a cercare indizi su dove si trovi Corinne. Grazie a un'app di localizzazione del telefono, Thomas e Ryan riescono a rintracciare il telefono della madre, Adam invece scopre che la mattina della sua scomparsa, Corrinne ha chiamato il loro vicino di casa Trips. Dopo ripetuti fallimenti nel mettersi in contatto con la sua amica, Johanna scopre il corpo di Heidi.

## Episodio 4
- Titolo originale: Episode 4
- Diretto da: Hannah Quinn
- Scritto da: Danny Brocklehurst

### Trama
La sconosciuta si confronta con Ed sui suoi affari passati, dicendogli che ha un figlio di cui non è a conoscenza. Dopo che lui chiede più prove di quelle che lei gli ha fornito, lei scappa. Al caffè di Heidi, la polizia inizia le indagini sul suo omicidio. Johanna chiede a Wes di nascondere il fatto che conosceva Heidi in modo che possa essere assegnata alle indagini. Adam affronta il padre di Mike, Doug, dopo aver appreso che la telefonata segreta che Corinne ha fatto il giorno della sua scomparsa era con lui. Doug dice ad Adam che la telefonata riguardava i soldi rubati alla squadra di calcio e che Corinne voleva più tempo per sistemare la situazione e dimostrare la sua innocenza. All'indagine sull'omicidio, Katz tenta di gettare sospetti sul marito di Heidi o su un ladro e si offre volontario per controllare la videocassetta di sicurezza. Thomas e Ryan dicono ad Adam di aver rintracciato il telefono di Corinne, e loro tre, con Killane, si dirigono verso di esso ma alla fine lo trovano abbandonato su un ponte. Olivia, una compagna di scuola di Mike, Daisy e Thomas, sviene a una partita di football. Si scopre che il padre di Olivia è proprio Katz, che si precipita al suo fianco in ospedale. Wes e Johanna, ignari della scomparsa di Corinne, vanno a casa di Price per parlare con lei, dopo che le prove al bar indicano che Corinne era presente sulla scena dell'omicidio di Heidi. Adam finalmente denuncia la scomparsa di Corinne alla polizia. Kimberly racconta a Johanna del tentativo di ricatto su Heidi senza rivelarne il motivo.

## Episodio 5
- Titolo originale: Episode 5
- Diretto da: Hannah Quinn
- Scritto da: Charlotte Coben

### Trama
La sconosciuta e la sua amica visitano uno stadio sportivo, dove consegnano una busta al padre di un atleta che ha preso steroidi, chiedendogli 10.000 sterline in cambio del loro silenzio. L'uomo reagisce con violenza attaccando la sconosciuta e la sua amica la salva usando un taser. Johanna interroga Adam, dicendogli che il portachiavi di Corinne è stato trovato nel bar dove è stata uccisa Heidi. Sotto gli occhi di Katz, Adam dice a Johanna della visita di una sconosciuta che ha scatenato la scomparsa di Corinne e delle altre vittime di cui è a conoscenza. Thomas e Mike vanno a trovare Daisy e Mike la affronta per averlo accusato di aver diffuso le foto di nudo di Ella. Crede alla sua proclamazione di innocenza e ammette di averlo drogato con il PCP durante il rave, confessando che Olivia era la persona che aveva accusato Mike. Vanno a trovare Olivia, ma sua madre mente, dicendo che Olivia è ancora in ospedale. La sconosciuta e la sua amica si chiedono perché non abbiano avuto notizie da Heidi e apprendono online che è stata uccisa, decidendo quindi di chiudere immediatamente la loro operazione. Phillip (ex marito di Johanna) le fa visita al lavoro. Katz ammette di non aver mai avviato le indagini sulla scomparsa di Corinne; dopo aver visto il file, Wes e Johanna si rendono conto che Corinne è la donna che Dante aveva filmato. Killane telefona ad Adam dell'impresa di demolizioni nel suo quartiere e gli dice che ha localizzato la complice della sconosciuta, Ingrid, e che appartiene a un'agenzia investigativa. Adam e Doug arrivano all'ufficio di Ingrid mentre sta distruggendo le prove ma viene loro negato l'accesso. Più tardi la seguono nella loro macchina, ma la perdono. Thomas, Mike, e Daisy vedono la madre di Olivia gettare siringhe e scatole di veleno per topi nel bidone di un vicino. Ed incontra Killane chiedendogli ancora una volta di accettare lo sfratto e di trasferirsi, poi gli dice che l'ordine di demolizione è stato approvato. Adam e Killane assistono alla demolizione dell'appartamento di Killane, che porta alla luce un corpo.

## Episodio 6
- Titolo originale: Episode 6
- Diretto da: Hannah Quinn
- Scritto da: Mick Ford

### Trama
Killane viene imprigionato e confessa ad Adam di aver ucciso sua moglie molti anni prima per aver minacciato di lasciarlo e portare con sé il figlio. Katz incontra i Powers, un uomo e sua moglie che possiedono la società Ethical Share, che vuole avviare investimenti di massa attraverso le attività delle chiese. Il signor Powers dice che Katz è il capo della sicurezza dell'impresa, Katz risponde che le prove che ha ricevuto da Heidi dimostrano che Powers è direttamente implicato nella vicenda di Kimberley. Adam rivela a Johanna la confessione di Killane. Johanna gli riferisce che l'auto di Corinne è stata localizzata e una volta sul posto scoprono uno degli orecchini di Corinne sul sedile posteriore. Thomas, Mike e Daisy decidono di riprovare ad affrontare Olivia, la quale ammette a Thomas che è stata lei, non Mike, a inviare le foto dal telefono di Ella per gelosia di Mike. Adam racconta a Johanna di Ingrid. Wes trova l'ufficio di Ingrid ripulito. Interrogando le dipendenti del bar sugli ultimi giorni di Heidi, Johanna apprende dell'incontro di Heidi con la sconosciuta e Ingrid in un parcheggio. Telefona alla stazione per chiedere a Wes di recuperare il video di sicurezza. Johanna mostra la videocassetta a Kimberley, che confessa di lavorare per il sito Sugar Baby e di essere stata informata dalla madre del ricatto. Johanna e Wes propongono a Kimberley di far venire allo scoperto gli uomini con cui si incontrava ed il primo è proprio Powers, ma all'appuntamento in un hotel Katz che lavora per Powers riesce a mandare a monte la trappola consentendo a Powers di non essere scoperto. Mike dice a Daisy che il suo ricordo della notte del rave sta tornando attraverso i flashback e ricorda di aver ucciso l'alpaca con una pala, ma non ricorda nulla in merito a Dante se non che stava andando nel bosco con Daisy. Adam dice a Ed della scomparsa di Corinne. Thomas parla con Olivia delle sue continue malattie, raccontandole del veleno per topi. Killane tenta il suicidio e viene ricoverato in ospedale, Adam si reca in ospedale ma non riesce a vederlo e mentre attende in un corridoio si trova faccia a faccia con la sconosciuta che travestita da inserviente spinge un carrello.

## Episodio 7
- Titolo originale: Episode 7
- Diretto da: Daniel O'Hara
- Scritto da: Danny Brocklehurst

### Trama
Thomas confida a Katz di sospettare che Olivia sia stata avvelenata da sua madre; Katz quindi porta via la figlia per proteggerla dalla moglie. Dante, ricoverato in ospedale, viene interrogato da Johanna e racconta che Daisy è fuggita con i suoi vestiti dopo averlo invitato a fare il bagno e di esser stato poi scoperto da Max Bonner (Robert Ewens), il custode del club sportivo, che lo ha inseguito con un'ascia e che poi non ricorda più nulla. Johanna e Wes interrogano Max, che afferma che stava solo raccogliendo legna da ardere e non ha fatto del male a Dante, che è semplicemente inciampato ed è caduto. Ed presenta a Adam Peter Ince, un investigatore privato, per aiutarlo nella ricerca di Corinne. Adam dice a Ed e Peter della finta gravidanza di Corinne, della sua relazione con la sconosciuta e Ed rivela che la sconosciuta si era messa in contatto anche con lui mentre era a pranzo rivelandogli che aveva un altro figlio. Ed ipotizza che i due siano collegati e insieme a Peter e Adam iniziano ad indagare sulle proprietà di Killane, che la compagnia di Ed tiene in deposito. Johanna commemora Heidi al funerale, mentre Wes esamina le prove del caso. Johanna va a casa di Katz e lui le racconta dell'avvelenamento di sua figlia. Wes telefona a Johanna e, in vivavoce, dice di aver trovato una videocassetta che mostra Katz che arriva sulla scena del delitto. Katz attacca Johanna, che si chiude in un bagno mentre Wes e altri poliziotti corrono sulla scena. Katz recupera una pistola e poi confessa a Johanna di aver ucciso Heidi. Adam trova una foto di Killane con la sconosciuta, che torna in ospedale ed entra nella stanza di Killane, chiamandolo papà.

## Episodio 8
- Titolo originale: Episode 8
- Diretto da: Daniel O'Hara
- Scritto da: Danny Brocklehurst

### Trama
L'ex moglie di Katz, Leila, va a casa sua, chiedendogli dove ha portato Olivia. Katz aggredisce Leila, che chiama aiuto, e Johanna scappa da un vicino. Katz prende l'auto di Leila e il telefono di Johanna e se ne va. Peter rintraccia l'indirizzo di casa della sconosciuta (Christine Killane). Adam telefona a Johanna, raggiungendo Katz, dicendo che la sconosciuta è stata identificata e promettendo di inviare un messaggio al telefono di Johanna più tardi, cosa che fa all'arrivo all'indirizzo di casa di Christine. Adam entra nel condominio, poi viene attaccato da Ingrid perdendo i sensi. Si sveglia nell'appartamento della sconosciuta, incatenato a un tavolo. La sconosciuta racconta ad Adam di aver scoperto che suo padre aveva ucciso sua madre. Rivela anche di aver appreso che Killane (a sua insaputa) non è il suo padre biologico e che lei è la sorellastra di Adam, essendo nata da una relazione tra Ed Price e sua madre. Katz irrompe brandendo una pistola e tenendo Ingrid in ostaggio; getta Ingrid a terra e poi le spara allo stomaco. Adam si libera dalle catene e attacca Katz, ma viene sopraffatto. Katz spara ad Adam, ma Christine fa da scudo e viene colpita alla schiena. La polizia irrompe per prendere il controllo della situazione. Johanna arresta Katz per l'omicidio di Heidi. Christine è ricoverata in ospedale; Ingrid muore per le ferite. Christine ammette ad Adam che Bob, l'allenatore di football, l'ha assunta per indagare su Corinne. Adam affronta Bob che riferisce che Doug ha accusato Corinne di aver rubato i soldi dalla squadra di calcio per attribuirne a lui il furto. Adam va a casa di Doug e lo affronta sul furto dei soldi e sull'invio di messaggi dal telefono di Corinne dopo la sua scomparsa, tirando fuori una pistola che Christine gli ha passato in ospedale. In preda alla paura, Doug si offre di portare Adam da Corinne, che è in campagna. Johanna si reca alla scuola per chiedere a Thomas di usare il localizzatore del telefono per rintracciare Adam. Raggiunto il posto, poco dopo che Adam ha individuato il corpo di sua moglie in una fossa poco profonda, Doug ammette di aver ucciso Corinne colpendola alla testa con un martello e di averla seppellita. Adam spara e uccide Doug poco prima dell'arrivo di Johanna. Sei mesi dopo, Johanna si ritrova con Phillip dopo il suo ritiro e assiste a una delle partite di calcio di Ryan. Anche Ed è presente. Bob allena, Dante filma la partita, Thomas e Daisy stanno insieme, Christine è "fuggita" e un flashback rivela che Johanna ha coperto Adam per la morte di Doug e che ha inchiodato con successo Katz, tramite la sua pistola. Nella scena finale, compare Christine che guarda la partita di calcio da lontano.